# ピオ・レイヴァ
ピオ・レイヴァ（ピオ・レイバ、Pío Leyva、本名：ウィルフレッド・パスカル、Wilfredo Pascual、1917年5月5日 - 2006年3月23日）は、キューバの歌手。グアテマラの歌手グループEl mentirosoの創始者であり、ブエナ・ビスタ・ソシアル・クラブの一員として知られた。